# グローバス (バンド)
グローバス (Globus)はアメリカ合衆国のシンフォニック・ロックバンド。作曲家兼プロデューサーのYoav Gorenが率いている。

## 経歴
グローバスは、予告編向けに音楽を制作しているImmediate Music社の楽曲の一般への需要が高まったことにより結成された。2006年7月26日にバンドの初公演がロンドンのグランドホールにて行われ、同年8月にファーストアルバムの「Epicon」が発売された。2011年にはセカンドアルバムの「Break From This World」をリリースしている。
その後、Yoav Gorenが他のプロジェクトでの作曲に専念したためグローバスは実質的な活動休止状態に陥ったが、2018年半ばに活動を再開し2020年11月4日にジョン・レノンのGimme Some Truthのセルフカバーがリリースされた。2022年後半には3枚目のアルバムとして「Cinematica」のリリースが予定され、リードシングルの「You and I」が現在リリースされている。

## 音楽のスタイル
グローバスのスタイルはエピックというジャンルが元になっており、通常のシンフォニックメタルやシンフォニック・ロックに比べオーケストラの要素が非常に強いものとなっている。曲の多くはImmediate Musicでリリースされた楽曲をベースとしており、グローバスの曲も予告編音楽として使用されることがある。

## ディスコグラフィー

### スタジオ・アルバム
- Epicon (2006年)
- Break From This World (2011年)
- Cinematica (2022年)

### シングル
- Prelude (On Earth as in Heaven)
- Orchard of Mines
- Wyatt Earth
- Gimme Some Truth (John Lennon Cover)
- I'm Afraid of Americans (David Bowie Cover)
- Democracy (Leonard Cohen Cover)
- You and I
- Brothers in Arms
- Recover
- Black Parade (2022 Remaster)

### ライブ・アルバム
- Epic Live! (2010年)
- Studio Live 2012 (2012年)

### DVD
- Live at Wembley (2008年)